# Racomitrium norrisii
Racomitrium norrisii är en bladmossart som beskrevs av Bednarek-ochyra och Ryszard Ochyra 2000. Racomitrium norrisii ingår i släktet raggmossor, och familjen Grimmiaceae. Inga underarter finns listade i Catalogue of Life.